# André Simon
André Simon (n. 5 ianuarie 1920, Paris, Franța – d. 11 iulie 2012, Évian-les-Bains, Rhône-Alpes, Franța) a fost un pilot de Formula 1. De-a lungul carierei a luat startul în 11 curse, niciuna din pole-position. Nu a câștigat nicio cursă și nu a terminat niciodată pe podium, acumulând 0 puncte în întreaga activitate ca pilot de Formula 1.